# سرخیو تخریا
سرخیو تخریا (انگلیسی: Sergio Tejera؛ زادهٔ ۲۸ مهٔ ۱۹۹۰) بازیکن فوتبال اهل اسپانیا است.
از باشگاه‌هایی که در آن بازی کرده‌است می‌توان به باشگاه فوتبال اسپانیول، باشگاه ورزشی رئال مایورکا، باشگاه فوتبال دپورتیوو آلاوس، باشگاه فوتبال چلسی، باشگاه فوتبال رئال اویدو، و باشگاه خیمناستیک تاراگونا اشاره کرد.
وی همچنین در تیم‌های ملی فوتبال زیر ۱۶ سال اسپانیا، زیر ۱۷ سال اسپانیا، و کاتالونیا بازی کرده‌است.